# ウルトラモンタニズム
ウルトラモンタニズム または ユルトラモンタニスム（ultramontanism） とは、キリスト教の歴史上、17,18世紀フランスやドイツにおけるカトリック教会内の教会政治上の論争において、ローマ教皇の首位性を主張した立場。しばしば「教皇至上権主義」「教皇至上主義」と意訳される。転じて、教皇が政治上も絶対的権威を有するという近代の主張もこの語で表される。

## 概要
ウルトラモンタニズムを直訳すると「山の向こう主義」。フランスから見てローマはアルプスを隔てた向こう側であることによる。類義語に「バチカニズム（バチカン主義）」「キュリアリズム（教皇庁主義）」が挙げられる。超モンタニズム（＝超モンタノス主義）では全くない事に注意。
対立概念は「ガリカニスム」。こちらは直訳すると「ガリア主義＝フランス主義」だが、しばしば「国家教会主義」と意訳される。
カトリック教会政治に限定された議論のようでありながら、世俗権力を巻き込む主張・論争に発展したのは次の経緯による。すなわち、王権神授説は絶対君主の権威の源は神の意思という説だが、そこからすなわち世俗の王より神の代理と称するローマ教皇の権威が優先するという主張が可能であり、これがウルトラモンタニズムである。対してガリカニズムは、フランスの大司教の権威は教皇ではなく直接の神の召しであり、ローマ教皇に従属するものではないとして、その大司教から戴冠した王の権威の上にも直接に神がおり、王は教皇の支配下にはない、と主張した。これに地域教会の独立性の主張の観点から「国家教会主義」の訳を充てる。
したがって、用語ウルトラモンタニズムは「教皇至上主義」と日本語訳されることがあるものの、ローマ教会の権威における公会議と教皇との優位権を巡る公会議主義に対する「教皇主義」、プロテスタントの標榜する聖書の権威が教会に優先するとする「福音主義」に対する「教皇主義」の、どちらも意味しない。